# Pana Hema Taylor
Pana Hema Taylor (Auckland, 14 september 1989) is een Nieuw-Zeelands acteur van Maori-afkomst. 

## Biografie
Hij is het meest bekend voor zijn rol in de tv-series Spartacus: Vengeance en Spartacus: War of the Damned, waar hij de Syrische rebel Nasir speelde. Sinds 2014 speelt hij ook buurman Jared in de detectivereeks The Brokenwood Mysteries. 